# Безрук Олександр Іванович
Олександр Іванович Безрук (26 червня 1948, Кривий Ріг) — український живописець, член Національної спілки художників України

## Освіта і викладання
Олександр Безрук у 1970 році закінчив Харківське художнє училище, у 1976 — Харківський художньо-промисловий інститут. У 1970–80 роках викладав у харківських школах, 1980–85 роках — методист обласного інституту підвищення кваліфікації вчителів, завідувач кабінету образотворчого мистецтва та креслення, від 1985 року — заступник директора з навчальної роботи Харківського художнього училища.

## Творчість
Працює в жанрі лірико-епічного пейзажу. Роботи вирізняються емоційністю, розмаїттям колористичних пошуків та яскравою образністю. Бере участь в обласних та всеукраїнських художніх виставках від 1994 року. Мав персональну виставку у Харкові в 1995 році.
Примітні роботи:
- «Долина диха свіжим літом» (1995),
- «Земле та небо… Світе тихий» (1995),
- «Дорога з дому — дорога додому» (1995),
- «Романтичний вечір у старому Харкові» (1995),
- «На схилах осінь запалила прощальні багаття» (1996),
- «Зелений гай густесенький…» (1996),
- «Сріблястий ранок» (1997),
- «Весняна ніжність» (1998),
- «Не одна ж весна минула, не остання ж і прийшла» (1999),
- «Туман яром» (2001),
- «Ріка в зелених берегах» (2001).